# (9969) Брайль
(9969) Брайль (лат. Braille) — небольшой астероид, относящийся к группе астероидов пересекающих орбиту Марса. Он был открыт 27 мая 1992 года американскими астрономами Элеанорой Хелин и Кеннетом Лоуренсом на Паломарской обсерватории (Сан-Диего, Калифорния) во время работы по программе NASA — «PCAS» и назван в честь Луи Брайля, изобретателя шрифта Брайля. Это имя было предложено одним из сотрудников Космического Центра Кеннеди на конкурсе астрономического сообщества под названием «Назови этот астероид». 
В 1999 году астероид был исследован американской АМС Deep Space 1.

## Орбита

Орбита астероида (9969) Брайль (синим), орбиты планет (красным) и Солнце в центре (чёрным)

Астероид (9969) Брайль вращается вокруг Солнца по наклонной сильно вытянутой орбите, пересекающей орбиту Марса, из-за чего в своём перигелии (1,335 а. е.) он оказывается ближе к Солнцу, чем Марс (1,381 а. е.), а его афелий располагается как раз в центре пояса астероидов, почти на полпути к Юпитеру. Если бы эти параметры были меньше, то данный астероид можно было бы отнести к группе Амуров.

Орбита астероида Брайль и его положение в Солнечной системе
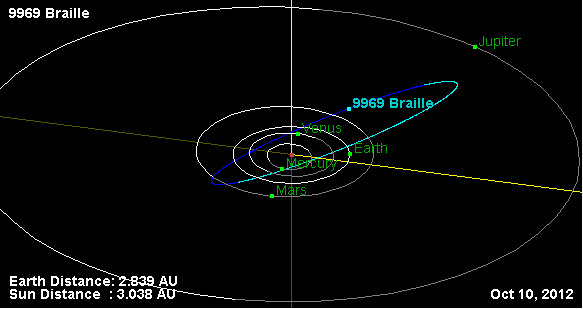
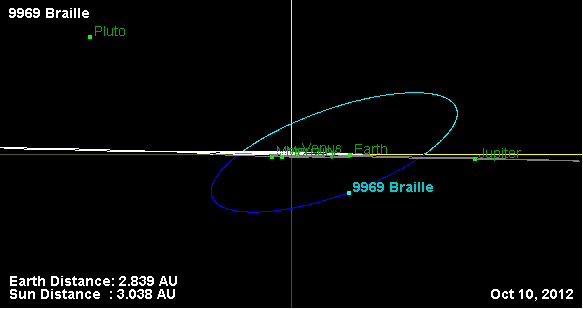
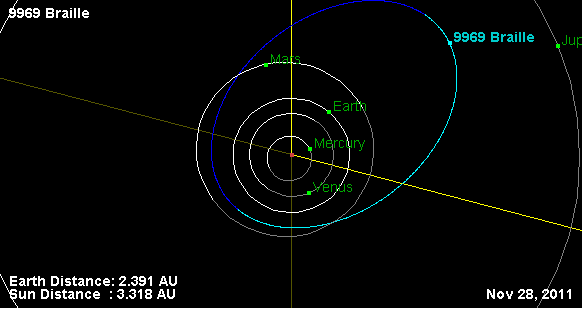

С помощью модели орбиты и движению астероида по ней, полученной по данным Deep Space 1, было установлено что примерно через 4 миллиона лет орбита астероида сблизится с орбитой Земли.

## Характеристики
Астероид (9969) Брайль характеризуется крайне медленным вращением вокруг своей оси, — один оборот занимает более 10 дней (226,4 часа), что может являться следствием влияние YORP-эффекта. YORP-эффект является следствием эффекта Ярковского и выражается в изменении скорости вращения небольших астероидов неправильной формы под действием давления солнечного излучения, переизлучаемого остывающей поверхностью астероида. Именно к таким телам и относится астероид (9969) Брайль, размеры которого составляют 2,1 км × 1 км × 1 км.
Астероид относится к астероидам спектрального класса Q и в основном состоит из оливина и пироксена, что обуславливает его высокую для астероидов плотность, составляющую 3,9 г/см³. Однако, не все астрономы согласны с такой классификацией этого астероида, поскольку по своим параметрам он близок к астероидам класса V, таким как (4) Веста, которая тоже обладает довольно большой плотностью.

## Исследования
Астроид изучали с помощью КА Deep Space 1. 29 июля 1999 года, он подлетел к астероиду на расстояние ≈26 км для подробного изучения. Но в момент теснейшего сближения с астероидом неверно сработала система определения направления на астероид. Вскоре, когда аппарат отлетел на расстояние ≈14 000 км от астероида бортовая система снова заработала нормально, после чего КА смог сделать снимки.